# Comuna Sihlea, Vrancea
Sihlea (în trecut, Sihlele) este o comună în județul Vrancea, Muntenia, România, formată din satele Bogza, Căiata, Sihlea (reședința) și Voetin.

## Așezare
Comuna se află în extremitatea sudică a județului, la limita cu județul Buzău, pe cele două maluri ale râului Slimnic și pe malul stâng al emisarului acestuia, Coțatcu.
Prin comună trece autostrada A7 care leagă Buzăul de Focșani, pe care este deservită de nodul Bogza/Căiata. Acest nod se descarcă în șoseaua națională DN2N, care leagă comuna spre est de Tătăranu (unde se termină în DN23A) și spre vest de Dumbrăveni (unde se intersectează cu DN2), Bordești, Dumitrești, Chiojdeni și Jitia. Prin comună mai trece și șoseaua județeană DJ202E, care o leagă spre vest de Obrejița (unde se intersectează cu același DN2) și mai departe de Tâmboești; și spre sud în județul Buzău de Râmnicelu.
Prin comună trece și calea ferată Buzău-Mărășești, pe care este deservită de stația Sihlea.

## Demografie
Componența etnică a comunei Sihlea
     Români (85,27%)
     Romi (8,34%)
     Alte etnii (6,39%)
Componența confesională a comunei Sihlea
     Ortodocși (92,98%)
     Alte religii (0,52%)
     Necunoscută (6,49%)
Conform recensământului efectuat în 2021, populația comunei Sihlea se ridică la 4.989 de locuitori, în scădere față de recensământul anterior din 2011, când fuseseră înregistrați 5.039 de locuitori. Majoritatea locuitorilor sunt români (85,27%), cu o minoritate de romi (8,34%). Din punct de vedere confesional, majoritatea locuitorilor sunt ortodocși (92,98%), iar pentru 6,49% nu se cunoaște apartenența confesională.

## Politică și administrație
Comuna Sihlea este administrată de un primar și un consiliu local compus din 15 consilieri. Primarul, Radu Modreanu[*], de la Partidul Național Liberal, este în funcție din octombrie 2020. Începând cu alegerile locale din 2024, consiliul local are următoarea componență pe partide politice:
|  | Partid                          | Consilieri | Componența Consiliului | Componența Consiliului | Componența Consiliului | Componența Consiliului | Componența Consiliului | Componența Consiliului | Componența Consiliului | Componența Consiliului | Componența Consiliului | Componența Consiliului |
|  | ------------------------------- | ---------- | ---------------------- | ---------------------- | ---------------------- | ---------------------- | ---------------------- | ---------------------- | ---------------------- | ---------------------- | ---------------------- | ---------------------- |
|  | Partidul Național Liberal       | 10         |                        |                        |                        |                        |                        |                        |                        |                        |                        |                        |
|  | Partidul Social Democrat        | 4          |                        |                        |                        |                        |                        |                        |                        |                        |                        |                        |
|  | Alianța pentru Unirea Românilor | 1          |                        |                        |                        |                        |                        |                        |                        |                        |                        |                        |

## Istorie
La sfârșitul secolului al XIX-lea, comuna purta numele de Sihlele, făcea parte din plasa Marginea de Sus a județului Râmnicu Sărat și era formată din satele Sihlele și Crângu Sihlelor, cu o populație de 1130 de locuitori. În comună existau o biserică datând din 1850 și o școală mixtă cu 119 elevi. La acea vreme, pe teritoriul actual al comunei mai funcționau în aceeași plasă și comunele Voetin și Bogza. Comuna Voetin avea în unicul său sat o populație de 850 de locuitori, o biserică zidită de Asanache Robescu la 1808, și o școală. Comuna Bogza avea în satele Bogza, Căiata și Retezați, o populație de 1791 de locuitori. În comuna Bogza existau o moară cu aburi, două biserici (una zidită de locuitori în 1854 și alta zidită de Teodor Gurjan în 1838) și două școli mixte având în total 92 de elevi.
Anuarul Socec din 1925 consemnează comunele în aceeași structură, aparținând plășii Plăinești a aceluiași județ. Comuna Bogza avea 1969 de locuitori, comuna Sihlele avea 1900, iar Voetin — 1080. În 1931, satul Căiata a trecut la comuna Sihlele, care de atunci a luat numele de Sihlea.
În 1950, comunele au trecut la raionul Râmnicu Sărat din regiunea Buzău și apoi (după 1952) din regiunea Ploiești. În 1968, au fost trecute la județul Vrancea, iar comunele Bogza și Voetin au fost deființate și satele lor incluse în comuna Sihlea, în componența actuală.

## Monumente istorice
Cinci obiective din comuna Sihlea sunt incluse în lista monumentelor istorice din județul Vrancea ca monumente de interes local. Două sunt situri arheologice — așezarea eneolitică de la „Movila Mică” de la Căiata, aparținând culturii Cucuteni; precum și situl de la „Movila Mare” ce cuprinde o așezare fortificată din perioada Halstatt și o așezare medievală datând din secolul al XVI-lea. Biserica „Adormirea Maicii Domnului” (zidită în 1808) de la Voetin este clasificată ca monument de arhitectură. Ansamblul memorial și de arhitectură Sihleanu-Grădișteanu-Ghica din satul Sihlea, datând din secolul al XIX-lea, cuprinde castelul Sihleanu-Grădișteanu-Ghica (1830), biserica „Sfinții Împărați Constantin și Elena” (1860–1866) și bustul poetului Alexandru Sihleanu (1914); ansamblul este clasificat ca monument memorial sau funerar. Un al cincilea monument, tot din categoria monumentelor memoriale sau funerare, este monumentul eroilor din Primul Război Mondial, monument ridicat în 1937 și aflat în curtea școlii generale din Voetin.

## Personalități
- Gheorghe Buzatu (1939 - 2013), istoric, senator
- Alecu Croitoru (1933 - 2017), actor, regizor, scenarist